# Abri de la Gorge-aux-Loups
L'abri de la Gorge aux Loups, ou aux Fées, est un site orné préhistorique situé dans la forêt de Fontainebleau, en France. Il est classé aux monuments historiques depuis 1953.

## Situation et accès
Le site est situé au sud de la forêt de Fontainebleau (réserve biologique intégrale de la Gorge-aux-Loups) et du territoire communal de Fontainebleau, près de celui de Bourron-Marlotte. Plus largement, il se trouve dans le département de Seine-et-Marne, en région Île-de-France.

## Statut patrimonial et juridique
L'abri sous roche orné de peintures préhistoriques fait l'objet d'un classement au titre des monuments historiques par arrêté du 10 janvier 1953, en tant que propriété de l'État.